# Валькабадо
Валькабадо (ісп. Valcabado) — муніципалітет в Іспанії, у складі автономної спільноти Кастилія-і-Леон, у провінції Самора. Населення — 327 осіб (2010).
Муніципалітет розташований на відстані близько 210 км на північний захід від Мадрида, 5 км на північ від Самори.

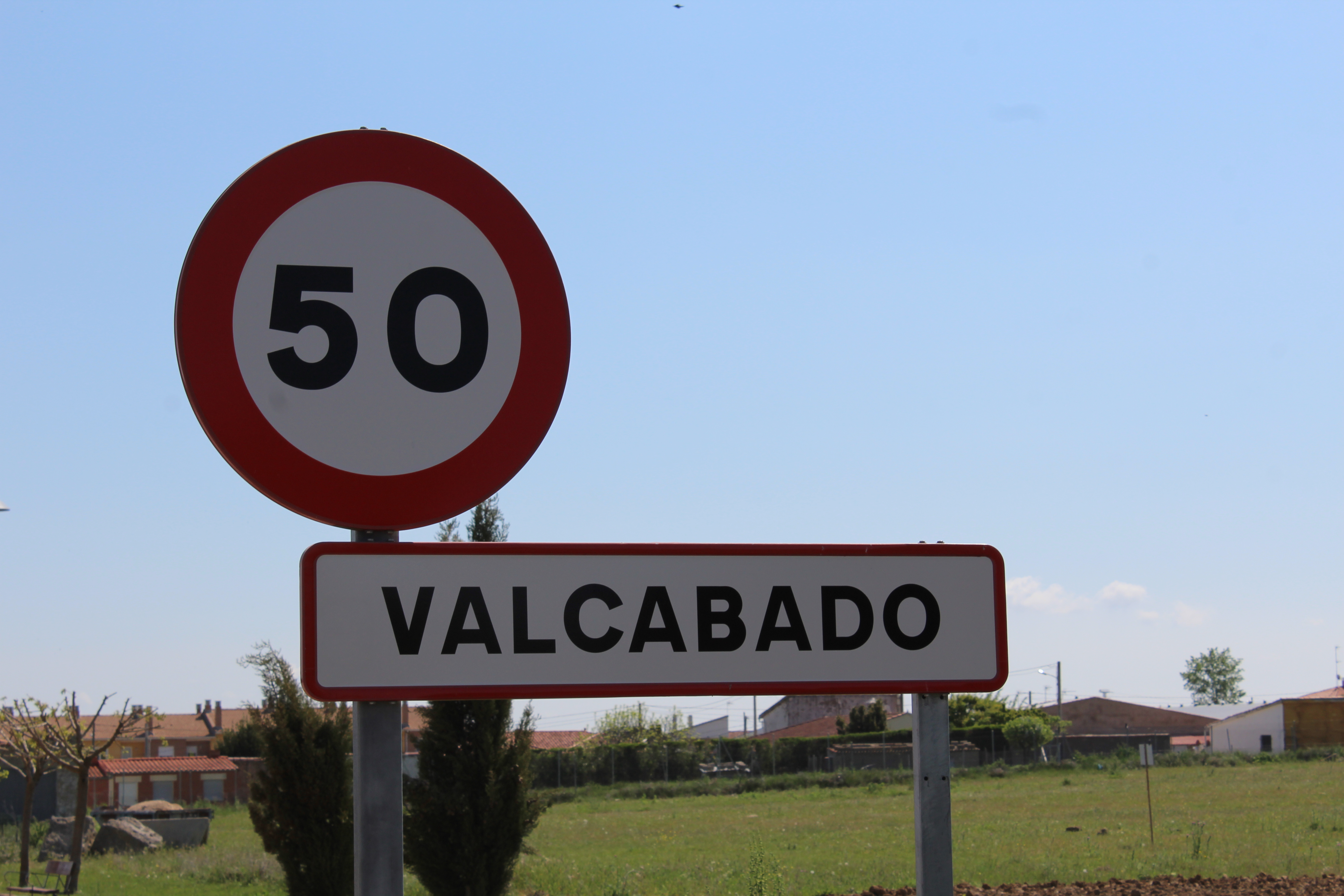
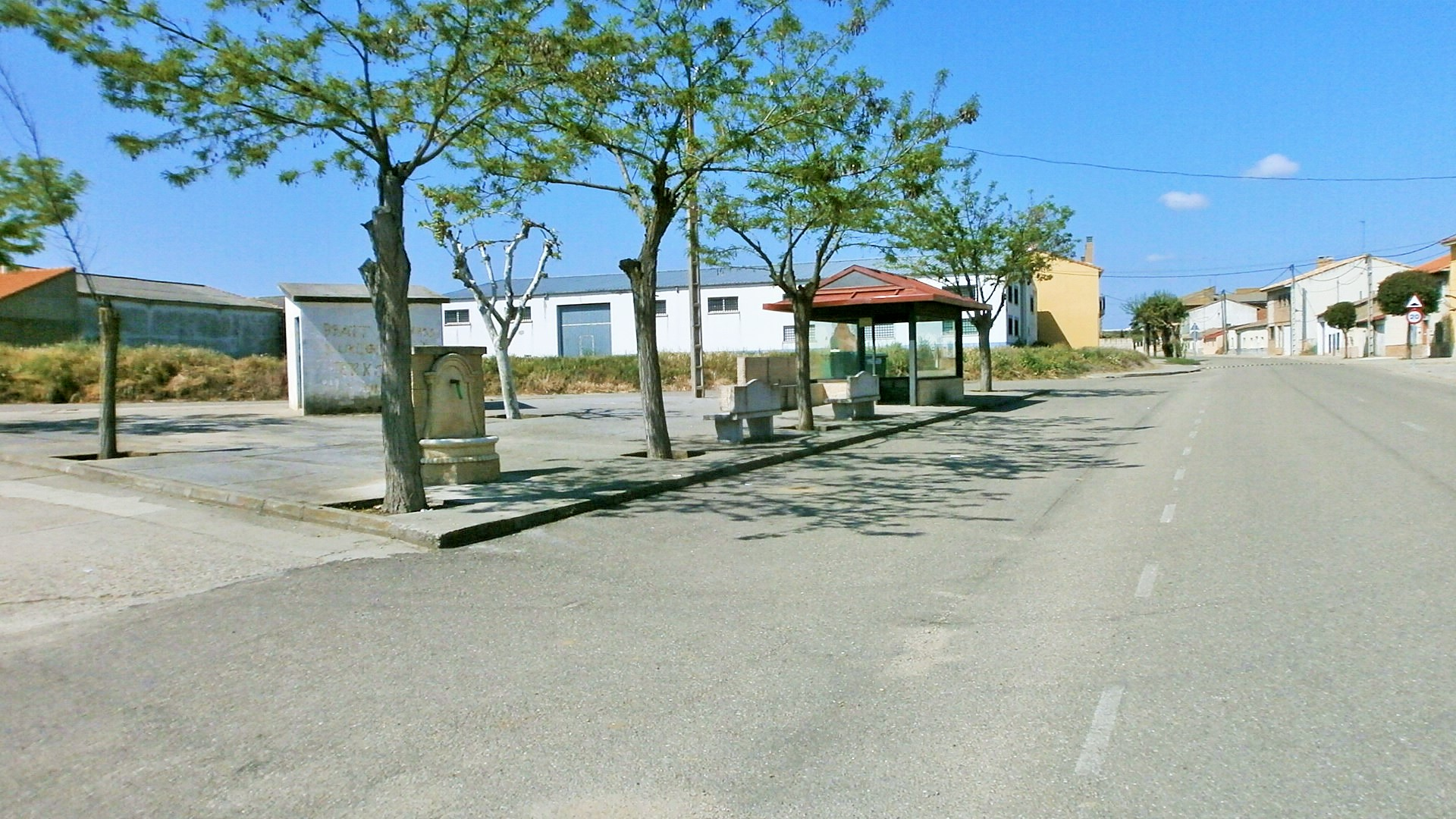
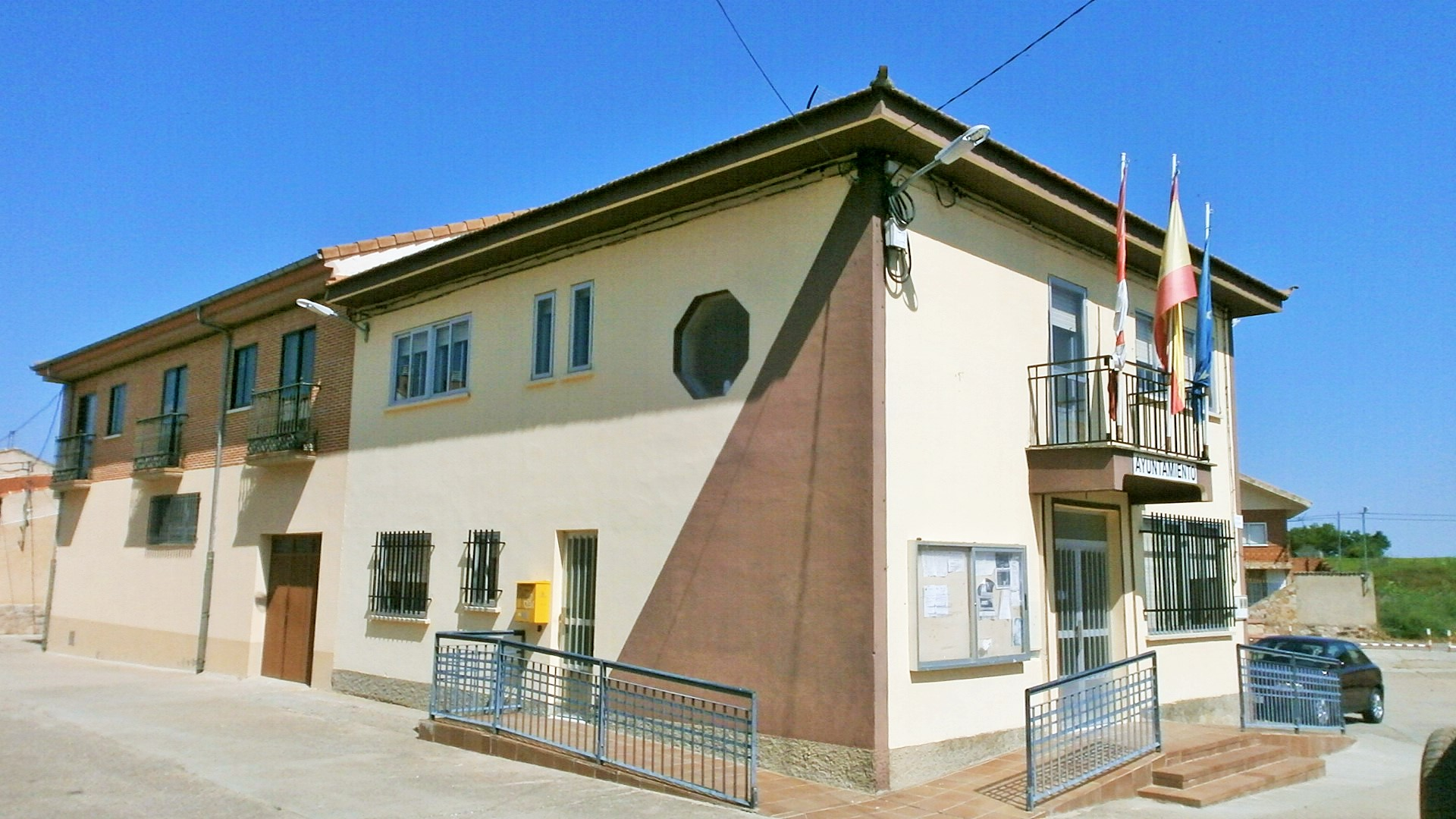
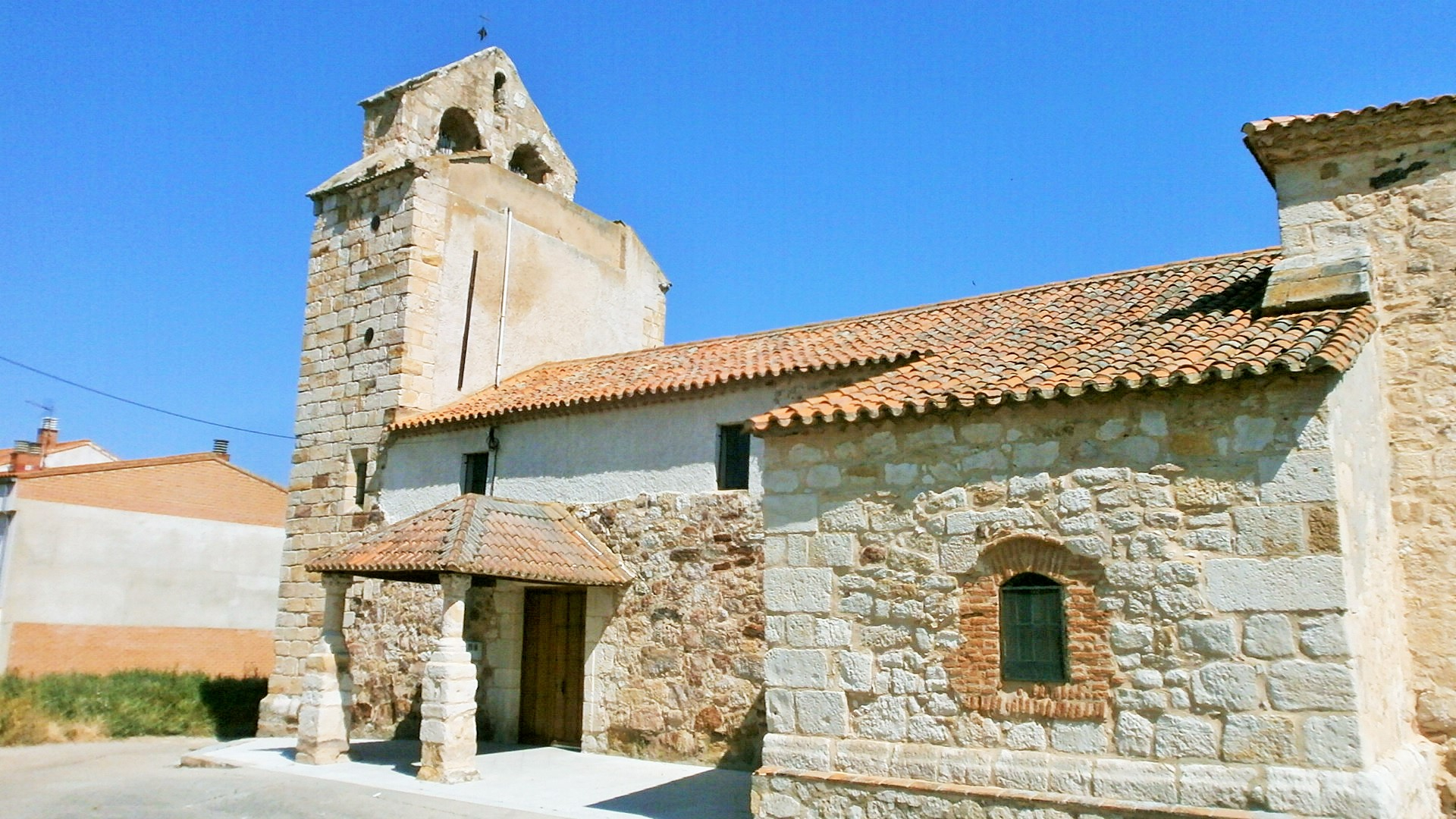
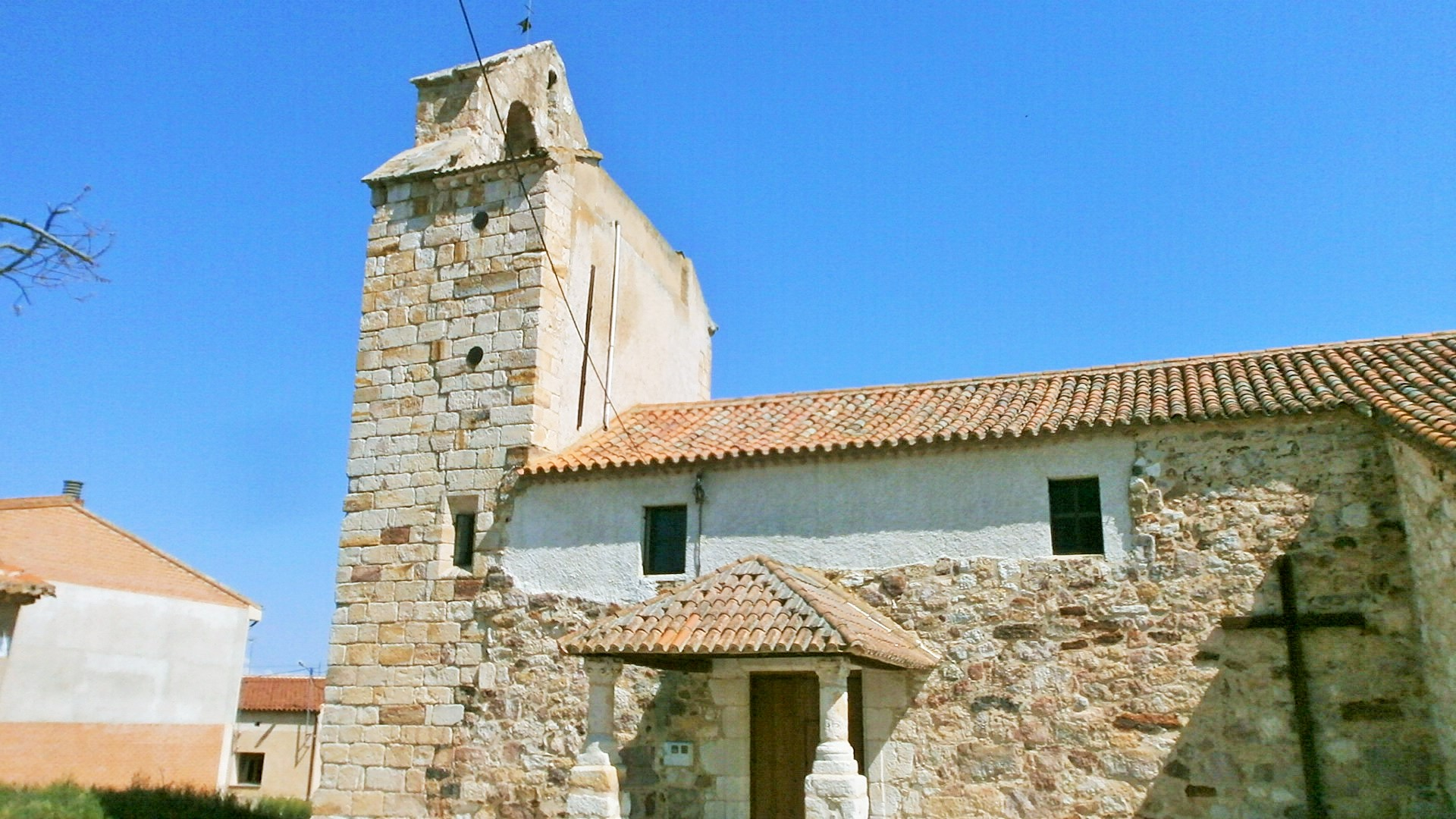

## Демографія
Динаміка населення (INE ):